# La Chapelaude
La Chapelaude ist eine französische Gemeinde mit 941 Einwohnern (Stand: 1. Januar 2022) im Département Allier in der Region Auvergne-Rhône-Alpes. Sie gehört zum Arrondissement Montluçon und zum Kanton Huriel.
Die Einwohner werden Chapelaudats genannt.

## Geographie
La Chapelaude liegt etwa 13 Kilometer nordwestlich von Montluçon.

### Nachbargemeinden
Umgeben ist La Chapelaude von den Nachbargemeinden Courçais im Norden und Nordwesten, Chazemais im Norden, Audes im Norden und Nordosten, Vaux im Osten, Domérat im Süden, Huriel im Süden und Südwesten sowie Chambérat im Westen.

## Bevölkerungsentwicklung
| Jahr      | 1968 | 1975 | 1982 | 1990 | 1999 | 2006 | 2011 | 2016 | 2019 |     |
| Einwohner | 954  | 881  | 861  | 860  | 982  | 954  | 959  | 977  | 1002 | 966 |

## Sehenswürdigkeiten
- Kirche St-Nicolas aus dem 11. Jahrhundert, Monument historique